# Victor Méric (novinář)
Victor Célestin Méric, původním jménem Henri Coudon, (10. května 1876 Marseille – 10. října 1933 Paříž) byl francouzský novinář a spisovatel.

## Život
Narodil se v roce 1876 v Marseille. Jeho otcem byl senátor francouzského národního shromáždění Victor Méric. V mladí se přestěhoval do Paříže kde vstoupil do anarchistických kruhů. Stal se přispěvatelem deníku La Libertaire.
V letech 1904 až 1908 působil v Mezinárodní antimilitaristické asociaci, v jejímž čele stál holandský politik Ferdinand Domela Nieuwenhuis. Po roce 1906 vstoupil do socialistické Francouzské sekce dělnické internacionály. V roce 1909 byl několik měsíců vězněn ve věznici La Santé za protiarmádní články. Po vypuknutí první světové války byl v roce 1914 mobilizován a bojoval na západní frontě.
Po roce 1918 byl např. spolu s Romainem Rollandem dopisovatelem feministického deníku La Voix des femmes. V roce 1920 se stal členem vedení nově založené Francouzské komunistické strany, ve které řídil ústřední deník L'Humanité. V roce 1923 byl ze strany vyloučen, protože jako pacifista nesouhlasil se vstupem strany do Kominterny. Poté působil v nové anarcho-komunistické Socialisticko-komunistické straně. V roce 1931 založil Mezinárodní ligu bojovníků míru.

## Smrt
Zemřel v důsledku rakoviny v říjnu 1933. Pohřben byl na pařížském hřbitově Père-Lachaise. Smuteční řeč na jeho pohřbu pronesl jeho bývalý spolupracovník Sébastien Faure.